# Capitoli di Blue Exorcist

Copertina del primo volume dell'edizione italiana

Questa è la lista dei capitoli di Blue Exorcist, manga scritto e disegnato dall'autrice Kazue Katō. Un capitolo one-shot intitolato Miyamauguisu-tei jiken (深山鶯邸事件? lett. "Il caso della casa di Miyamauguisu") è stato pubblicato il 4 agosto 2008 sulla rivista Jump Square di Shūeisha. Il manga invece viene serializzato dal 4 aprile 2009 sempre su Jump Square. Shūeisha raccoglie periodicamente i capitoli in singoli volumi tankōbon, il primo dei quali è uscito il 4 agosto 2009 mentre l'ultimo, il trentaduesimo, il 2 maggio 2025. I tankōbon vengono talvolta distribuiti in formato digitale dove vengono ripristinate le pagine a colori presenti nei singoli capitoli e originariamente presenti nella serializzazione su rivista. La storia ruota attorno a Rin Okumura, un giovane ragazzo che scopre di essere il figlio di Satana nato da una donna e di aver ereditato i poteri del padre. Quando Satana uccide il suo guardiano, Rin decide di diventare un esorcista per sconfiggere il genitore.
Una serie spin-off scritta da Kato, disegnata da Minoru Sasaki, intitolata Salary-Man Exorcist: La malinconia di Yukio Okumura (サラリーマン祓魔師 奥村雪男の哀愁?, Sararīman futsumashi Okumura Yukio no aishū) e incentrata sul fratello di Rin, Yukio, viene serializzata dal 19 aprile 2013 sulla testata Jump SQ.19. Dopo che la rivista ha cessato la pubblicazione il 19 febbraio 2015, l'opera è stata trasferita su Jump Square. La serie è poi terminata il 3 aprile 2020. I capitoli sono stati raccolti in 4 volumi tankōbon pubblicati dal 4 febbraio 2015 al 4 giugno 2020.
In Italia il manga viene pubblicato da Panini Comics sotto l'etichetta Planet Manga nella collana Manga Graphic Novel dal 25 giugno 2011. Al 10 aprile 2025, i volumi pubblicati ammontano a trentuno. I primi sette numeri sono stati resi disponibili nel classico formato da edicola della casa editrice, mentre dall'ottavo numero in poi la casa editrice come per molte altre sue testate, ha deciso di adottare anche per questa serie il nuovo formato più spesso. Inoltre dopo pochi mesi dall'uscita i primi quattro numeri sono andati subito esauriti, di conseguenza la Panini ha ristampato i numeri non disponibili con il nuovo formato. La serie Salary-Man Exorcist: La malinconia di Yukio Okumura è sempre stata pubblicata dalla medesima casa editrice dal 27 aprile 2017 all'11 febbraio 2021.

## Blue Exorcist

### Volumi 1-10
| 1  | 4 agosto 2009 | ISBN 978-4-08-874709-5 | 25 giugno 2011    |
| 1  | Capitoli - 1. La risata di Satana (笑う青焔魔?, Warau Satan) - 2. Fratelli (兄と弟?, Ani to otōto) - 3. Il giardino Amahara (天空の庭?, Amahara no niwa) |                        |                   |
| 1  | Trama Rin, dopo l'incontro-scontro fortuito avuto con un demone che aveva preso sembianze umane impossessandosi temporaneamente del corpo d'un altro ragazzo, viene a sapere che lui è in realtà il figlio di Satana, ovverosia il demone più potente mai esistito: questi, preso possesso del corpo di Padre Fujimoto cerca di trascinar dentro la Gehenna, il regno degli inferi, Rin. Ma Fujimoto, in un estremo sforzo di volontà, sacrifica la sua stessa vita per la protezione il ragazzo. Durante i funerali del padre Rin chiede al preside dell'Accademia della Vera Croce di accoglierlo per farlo diventare un provetto esorcista e così vendicarsi: con sua grande sorpresa scopre che suo fratello gemello Yukio è già un provetto esorcista ed anzi sarà proprio lui a fargli da maestro. Tra i nuovi compagni di classe di Rin c'è anche Shiemi, figlia della proprietaria del negozio che rifornisce l'Accademia; la giovane, afflitta da un demone, verrà soccorsa proprio dai due fratelli. |                        |                   |
| 2  | 4 novembre 2009 | ISBN 978-4-08-874757-6 | 24 luglio 2011    |
| 2  | Capitoli - 4. Il ragazzo del tempio maledetto (崇り寺の仔?, Tatari tera no ko) - 5. Amiche inseparabili (友千鳥?, Tomochidori) - 6. Era allora malato... (此に病める者あり?, Koko ni yameru mono ari) - 7. Ricordi (おもひで?, Omohide) - Speciale 4-koma (4コマ漫画?) |                        |                   |
| 2  | Trama Rin fa conoscenza un po' alla volta con i nuovi compagni; quando prende parte assieme a loro delle varie prove in preparazione dell'esame finale che dovranno sostenere per poter ottener il titolo di esorcisti, viene attaccato da vari mostri, uno più potente dell'altro. Il ragazzo deve trovar il modo di difendersi senza rivelare agli amici la propria natura demoniaca; nonostante ciò uno degli insegnanti cerca di smascherarlo. |                        |                   |
| 3  | 4 marzo 2010 | ISBN 978-4-08-870016-8 | 27 agosto 2011    |
| 3  | Capitoli - 8. Il gatto nero (黒猫?, Kuro neko) - 9. Il gioco del demone (鬼事?, Onigotto) - 10. La prova (証明?, Shōmei) - 11. Un campeggio divertente (楽しいキャンプ?, Tanoshii kyanpu) - Speciale 4-koma (4コマ漫画?) |                        |                   |
| 3  | Trama Uno dei demoni familiari di Shiro, Kuro, subisce una grave crisi psicoemotiva dopo aver saputo della morte del padrone; Rin, che riesce ad ammansirlo, ne diviene così il nuovo proprietario. Poco dopo il quartier generale della True Cross invia la giovane e bella Shura, ex-studentessa ed apprendista di Shiro: ha il compito di indagare su Rin e, nel caso, renderlo inoffensivo subito dopo aver ottenuto le prove irrefutabili di una connessione del ragazzo con Satan. L'esorcista-cavaliere però, vedendo la ferrea determinazione da parte di Rin di diventar un Paladin, il più alto tra i gradi d'esorcista e lo stesso che apparteneva una volta al suo tutore, decide di risparmiargli la vita ed anzi aiutarlo nella propria formazione. |                        |                   |
| 4  | 2 luglio 2010 | ISBN 978-4-08-870079-3 | 24 settembre 2011 |
| 4  | Capitoli - 12. Lampada per insetti (誘蛾灯?, Yūgatou) - 13. Generosità (やさしい事?, Yasashii koto) - 14. La scommessa (賭?, Kake) - 15. Tutti quanti (どいつもこいつも?, Doitsumo koitsumo) - Speciale 4-koma (4コマ漫画?) |                        |                   |
| 4  | Trama Rin e i suoi compagni di classe prendono parte ad uno speciale campo d'addestramento; poco dopo vengono attaccai dal demone Amaimon ed il ragazzo, per poterli proteggere, è costretto a rivelare quello che avrebbe dovuto rimanere un segreto: cioè la sua discendenza diretta da Satan. Ma subito dopo viene catturato da Arthur, l'attuale Paladin di True Cross, e portato al quartier generale ove se ne deve decidere il destino. A favore di Rin interviene però Mephisto, sostenendo che lasciarlo in vita, ed anzi addestrarlo per farne un esorcista avrebbe notevolmente potuto aiutarli a prendere definitivamente il sopravvento sopra i demoni. Le guide supreme dell'Ordine gli danno quindi sei mesi di tempo per superare l'esame di esorcista: Rin può quindi iniziare la propria formazione speciale sotto le direttive di Shura e Yukio. |                        |                   |
| 5  | 3 dicembre 2010 | ISBN 978-4-08-870136-3 | 22 ottobre 2011   |
| 5  | Capitoli - 16. L'inizio di tutto (事の始まり?, Koto no hajimari) - 17. A Kyoto! (京都へＧｏ！?, Kyōtō e go!) - 18. Disaccordi (仲違い?, Nakatagai) - 19. Il figlio ubriaco (酔いどれ息子?, Yoidore musuko) - Speciale 4-koma (4コマ漫画?) |                        |                   |
| 5  | Trama Rin e Yukio non riescono a impedire che una potentissima reliquia demoniaca chiamata "L'Occhio Sinistro del Re impuro" venga rubata da Todo, un esorcista trasformatosi in presenza demoniaca; i compagni di classe di Rin vengono pertanto mandati a Kyoto in aiuto degli esorcisti della Setta Myoda che stanno a guardia dell'altra reliquia, sua controparte e doppio, ossia "L'Occhio destro del Re impuro". Rin nel frattempo è costretto ad affrontare ulteriori complicazioni, causate dagli amici che si stanno sempre più distanziando da lui dopo aver appreso ch'egli è in realtà il figlio di Satan. |                        |                   |
| 6  | 4 aprile 2011 | ISBN 978-4-08-870214-8 | 19 novembre 2011  |
| 6  | Capitoli - 20. Il traditore (裏切者?, Uragiri mono) - 21. Cambiamenti (転変?, Tenben) - 22. Fuochi (炎火?, Enka) - 23. Il racconto del padre (父語り?, Chichi gatari) - Speciale Phantom Train (幽霊列車ファントムトレイン Fantomu Torein?) - Speciale La fuga di Kuro (クロの家で Kuro no ie de?) |                        |                   |
| 6  | Trama "L'Occhio Destro" viene rubato da Mamushi, uno degli studenti Myoda, che accusa la True Cross di non essere più affidabile in quanto ospita tra le sue file niente meno che il figlio di Satan. Il Gran Sacerdote Tatsuma, leader dei Myoda, si precipita ad inseguirlo, ma non prima d'aver uno scontro col figlio Ryuji: prima di partire lascia una lettera indirizzata a Rin in cui è spiegato il legame ch'egli ha avuto con Shiro e col la spada ammazza-demoni attualmente in possesso proprio di Rin. |                        |                   |
| 7  | 2 settembre 2011 | ISBN 978-4-08-870330-5 | 18 febbraio 2012  |
| 7  | Capitoli - 24. La spada vuota (空虚の剣?, Kara no ken) - 25. Il re dell'impurità (不浄王 ?, Fujō ō) - 26. Il giorno del cuore (こころのひ?, Kokoro no hi) - 27. Battaglia sul Monte Kongoshin (決戦！金剛深山?, Kessen! Kongōshinzan) |                        |                   |
| 7  | Trama Mamushi scopre ben presto d'esser stato ingannato da Todo, senza volerlo lo ha difatti aiutato a risvegliare "l'impuro Re". |                        |                   |
| 8  | 4 aprile 2012 | ISBN 978-4-08-870409-8 | 6 ottobre 2012    |
| 8  | Capitoli - 28. L'inferno del Loto Rosso (紅蓮?, Guren) - 29. La barriera magica (結界呪 Kekkai?, Shu) - 30. Il risveglio del karma (因縁生起?, Innen shouki) - 31. Nirvana (入滅?, Nyūmetsu) - 32. L'abisso (深淵?, Shinen) |                        |                   |
| 9  | 4 settembre 2012 | ISBN 978-4-08-870505-7 | 16 febbraio 2013  |
| 9  | Capitoli - 33. Frammentazione (砕破?, Saiha) - 34. Il legame tra le cose (事の結び?, Koto no musubi) - 35. Com'è grande il mare (海は広いな大きいし?, Umi wa hiroi na ōkii shi) - 36. Fin dove arriva l'onda blu (青い波ゆれてどこまで?, Aoi nami yure te doko made) - 37. La luna tramonta e il sole sorge (月は沈むし日も昇る?, Tsuki wa shizumu shi hi mo noboru) |                        |                   |
| 9  | Trama Essendo riuscito a metter sotto controllo il potere delle proprie fiamme Rin aiuta a proteggere gli amici dal terribile avvelenamento causato dal Re Impuro. Prima di tornare alla True Cross il gruppo di Exwire partecipa alla missione di caccia contro un Kraken che sta letteralmente terrorizzando l'intera popolazione di una cittadina situata lungo la costa. Mentre stanno lottando contro il mostro Rin, Yukio e Shiemi rimangono bloccati su una piccola isola deserta ove incontrano una delle antichissime divinità del luogo che li aiuta a rendere inoffensivo il nemico. |                        |                   |
| 10 | 28 dicembre 2012 | ISBN 978-4-08-870670-2 | 6 luglio 2013     |
| 10 | Capitoli - 38. Exorcist (エクソシスト?, Ekusoshisuto) - 39. Il galateo dei demoni (悪魔の作法?, Akuma no manā) - 40. I sette misteri dell'Accademia della Vera Croce (正十字学園七不思議?, Sei Jūji Gakuen nanafushigi) - 41. Il nascondiglio segreto (秘密の在り処?, Himitsu no ari ka) - Speciale Non credo proprio che la band di Kinzo diventerà famosa (金兄のバンドは売れる気０です?, Kin nī no bando wa ureruki zero desu) |                        |                   |
| 10 | Trama Tornato all'Accademia Rin scopre che Godaiin, uno dei suoi compagni di classe, ha iniziato improvvisamente a vedere gli spiriti contro la sua stessa volonta. Mephisto fa un patto con Rin: il preside s'impegna a fornirgli uno speciale medicamento per far tornare l'amico alla normalità, ma in cambio gli Exwire dovranno affrontare alcune apparizioni maligne conosciute come "I sette misteri dell'Accademia della Vera Croce". Nel frattempo l'Ordine è riuscito a trovare un varco conducente a Gehenna in Russia; Mephisto usa allora i propri poteri per fermar il tempo tutt'attorno al passaggio, in attesa di trovar un modo per richiuderla. |                        |                   |

### Volumi 11-20
| 11 | 2 agosto 2013 | ISBN 978-4-08-870789-1                                                              | 8 marzo 2014      |
| 11 | Capitoli - 42. Il mondo rumoroso (ざわめく世界?, Zawameku sekai) - 43. Amici (友達?, Tomodachi) - 44. Divagazioni di Mephisto (メフィストの戯言?, Mefisuto no tawagoto) - 45. Young Walking Dead (青春の生ける屍?, Seishun no Uōkingu Deddo) - 46. Trial and Error (トライアンドエラー?, Torai Ando Erā) - 47. La vigilia del Festival dell'Accademia della Vera Croce (正十字学園祭—前夜?, Sei Jūji Gakuen Sai - Zenya) |                                                                                     |                   |
| 12 | 27 dicembre 2013 | ISBN 978-4-08-870895-9                                                              | 5 luglio 2014     |
| 12 | Capitoli - 48. La sera del Festival dell'Accademia della Vera Croce (正十字学園祭—当夜?, Sei Jūji Gakuen Sai - Tōya) - 49. La notte Festival dell'Accademia della Vera Croce (正十字学園祭—後夜?, Sei Jūji Gakuen Sai - Kōya) - 50. Ciò che è più importante per me (あたしの一番大切なもの?, Atashi no ichiban taisetsu na mono) - 51. I veri stupidi sono quelli che si fanno fregare (騙される方がバカだって…?, Damasareru hō ga baka datte...) - 52. Non posso più contare su nessuno (もう誰も頼れない?, Mō dare mo tayorenai) |                                                                                     |                   |
| 13 | 4 luglio 2014 | ISBN 978-4-08-880140-7                                                              | 13 dicembre 2014  |
| 13 | Capitoli - 53. Questa sono io (これが本当のあたし?, Kore ga hontō no atashi) - 54. Non tornerò all'ordine dei cavalieri (騎士團には戻らない?, Kishidan ni wa modoranai) - 55. Come fratelli (兄弟みたいな?, Kyōdai mitai na) - 56. Intermedio (幕間劇?, Makuai geki) - 57. L'inizio della guerra (序盤戦?, Joban sen) |                                                                                     |                   |
| 14 | 5 gennaio 2015 | ISBN 978-4-08-880282-4                                                              | 20 settembre 2015 |
| 14 | Capitoli - 58. Nel pieno della guerra (中盤戦?, Chūban sen) - 59. La fine della guerra (後盤戦?, Shūban sen) - 60. Mi basta stare insieme (一緒にいるだけで?, Issho ni iru dake de) - 61. Tesoro (宝物?, Takaramono) - 62. Supplica di esorcismo (悪祓ひ去らしめ給はむ?, Akuwara hisarashime tama hamu) |                                                                                     |                   |
| 15 | 4 giugno 2015 | ISBN 978-4-08-880369-2                                                              | 19 dicembre 2015  |
| 15 | Capitoli - 63. Addio (さよなら?, Sayonara) - 64. Guardare avanti (行ってきます?, Ittekimasu) - 64.5. A casa (おかえり?, Okaeri) - 65. Pink Spider (parte 1) (ピンクスパイダー前編?, Pinku Supaidā zenpen) - 66. Pink Spider (parte 2) (ピンクスパイダー中編?, Pinku Supaidā chūhen) - 67. Pink Spider (parte 3) (ピンクスパイダー後編?, Pinku Supaidā kōhen) |                                                                                     |                   |
| 16 | 4 gennaio 2016 | ISBN 978-4-08-880507-8                                                              | 23 giugno 2016    |
| 16 | Capitoli - 68. Il festival delle nudità (はだかまつり?, Hadaka matsuri) - 69. La tavola rotonda dei piani alti (上層部圓卓会議?, Jōsōbuen taku kaigi) - 70. Ambizione (野望?, Yabō) - 71. Le conseguenze dell'amore (惚れたが因果?, Horeta ga inga) - 72. Strada facendo (道すがら?, Michisugara) - 73. E sboccia un sentimento (戀い初める?, Koi someru) |                                                                                     |                   |
| 17 | 4 luglio 2016 | ISBN 978-4-08-880656-3                                                              | 19 gennaio 2017   |
| 17 | Capitoli - 74. La stazione di Hachinohe è sotto la neve (八戸駅は雪の中?, Hachinohe eki wa yuki no naka) - 75. Il serpente di ghiaccio (凍える蛇?, Kogoeru kuchinawa) - 76. Addio, mia amata (さよならあなた?, Sayonara anata) - 77. Non ho più bisogno di tornare (戻れなくてももういいの?, Modorenakute momōī no) - 78. Non resta che il pianto (泣けとばかりに?, Nake to bakari ni) |                                                                                     |                   |
| 18 | 31 dicembre 2016 | ISBN 978-4-08-880891-8                                                              | 12 ottobre 2017   |
| 18 | Capitoli - 79. Io torno a casa (私は帰ります?, Watashi wa kaerimasu) - 80. Ah, lo splendido inverno di Aomori (ああ 青森冬景色?, Ā Aomori fuyu geshiki) - 81. Rizoma (地下茎?, Chikakei) - 82. Risveglio (啓蟄?, Keichitsu) - 83. Germoglio (萌芽?, Hōga) |                                                                                     |                   |
| 19 | 4 aprile 2017 | ISBN 978-4-08-881052-2 (ed. regolare) ISBN 978-4-08-908286-7 (ed. limitata con OAV) | 21 dicembre 2017  |
| 19 | Capitoli - 84. Fondamenta (根幹?, Konkan) - 85. La foglia deforme (異形葉?, Ikeiyō) - 86. Il ramo fiorito (結果枝?, Kekkashii) - 87. Embrione (胚子?, Hai) - 88. Happy (Merry Christmas) Birthday! Eve (ハッピー（メリクリ）バースデー！イヴ?, Happī (Merikuri) Bāsudē! Ibu) |                                                                                     |                   |
| 20 | 4 ottobre 2017 | ISBN 978-4-08-881152-9 (ed. regolare) ISBN 978-4-08-908299-7 (ed. limitata con OAV) | 15 marzo 2018     |
| 20 | Capitoli - 89. Happy (Merry Christmas) Birthday! (ハッピー（メリクリ）バースデー！?, Happī (Merikuri) Bāsudē!) - 90. Felicitazioni! La notte prima (寿・初夜?, Kotobuki soya) - 91. La cerimonia (寿・後夜?, Kotobuki goya) - 92. La fine della neve (1) (雪の果て (1)?, Yuki no hate (1)) - 93. La fine della neve (2) (雪の果て (2)?, Yuki no hate (2)) |                                                                                     |                   |

### Volumi 21-30
| 21 | 2 marzo 2018 | ISBN 978-4-08-881363-9 | 4 ottobre 2018    |
| 21 | Capitoli - 94. La fine della neve (3) (雪の果て (3)?, Yuki no hate (3)) - 95. La fine della neve (4) (雪の果て (4)?, Yuki no hate (4)) - 96. La fine della neve (5) (雪の果て (5)?, Yuki no hate (5)) - 97. La fine della neve (6) (雪の果て (6)?, Yuki no hate (6)) - 98. La fine della neve (7) (雪の果て (7)?, Yuki no hate (7)) |                        |                   |
| 22 | 2 novembre 2018 | ISBN 978-4-08-881591-6 | 13 giugno 2019    |
| 22 | Capitoli - 99. La fine della neve (8) (雪の果て (8)?, Yuki no hate (8)) - 100. SsC00:40 - 101. SsC04:36 - 102. SsC05:35 - 103. SsC11:29 |                        |                   |
| 23 | 4 aprile 2019 | ISBN 978-4-08-881809-2 | 12 settembre 2019 |
| 23 | Capitoli - 104. SsC20:20 - 105. SsC21:19 - 106. SsC23:17A - 107. SsC23:17B - 108. SsC23:17C |                        |                   |
| 24 | 1º novembre 2019 | ISBN 978-4-08-882110-8 | 12 marzo 2020     |
| 24 | Capitoli - 109. SsC23:17D - 110. SsC40:00A - 111. SsC40:00B - 112. SsC40:00C - 113. SsC40:00D - 114. SsC23:17E |                        |                   |
| 25 | 4 giugno 2020 | ISBN 978-4-08-882299-0 | 15 ottobre 2020   |
| 25 | Capitoli - 115. SsC23:17F - 116. SsC23:17G - 117. SsC23:17H - 118. SsC23:17I - 119. SsC24:16 - 120. SsC40:00E |                        |                   |
| 26 | 4 dicembre 2020 | ISBN 978-4-08-882574-8 | 20 maggio 2021    |
| 26 | Capitoli - 121. Gli inarrivabili alla pari (無双 序ず?, Musō tsuidezu) - 122. Gli inarrivabili si accendono (無双 熾す?, Musō okosu) - 123. Gli inarrivabili risplendono (無双 豪ぐ?, Musō eragu) - 124. Gli inarrivabili bruciano (無双 爛る?, Musō tadaru) - 125. Gli inarrivabili impazziscono (無双 乱す?, Musō midasu) |                        |                   |
| 27 | 2 luglio 2021 | ISBN 978-4-08-882644-8 | 20 gennaio 2022   |
| 27 | Capitoli - 126. Gli inarrivabili si lacerano (無双 破る?, Musō yaburu) - 127. Gli inarrivabili rifulgono (無双 爍す?, Musō tokasu) - 128. Gli inarrivabili brillano (無双 燿る?, Musō hikaru) - 129. Gli inarrivabili fremono (無双 寿ぐ?, Musō kotohogu) - 130. Gli inarrivabili sfavillano (無双 赫く?, Musō kagayaku) |                        |                   |
| 28 | 4 novembre 2022 | ISBN 978-4-08-883264-7 | 20 luglio 2023    |
| 28 | Capitoli - 131. Gli inarrivabili si svelano (無双 闡す?, Musō arawasu) - 132. Gli inarrivabili scoppiettano (無双 爆ぜる?, Musō hazeru) - 133. Gli inarrivabili danzano (無双 舞う?, Musō mau) - 134. Gli inarrivabili si svegliano (無双 醒める?, Musō sameru) - 135. Gli inarrivabili capiscono (無双 覚す?, Musō samasu) |                        |                   |
| 29 | 4 luglio 2023 | ISBN 978-4-08-883460-3 | 28 marzo 2024     |
| 29 | Capitoli - 136. Gli inarrivabili e la distruzione (無双 斷つ?, Musō tatsu) - 137. Gli inarrivabili e la catastrofe (無双 禍?, Musō ka) - 138. Gli inarrivabili e la catastrofe delle catastrofi (無双 破局?, Musō hakyoku) - 139. Gli inarrivabili d'ora in poi (1) (無双 是れから 前編?, Musō zere kara zenpen) - 140. Gli inarrivabili d'ora in poi (2) (無双 是れから 後編?, Musō zere kara kōhen) - Speciale Prendersi cura di Kuro (?) |                        |                   |
| 30 | 4 gennaio 2024 | ISBN 978-4-08-883722-2 | 8 agosto 2024     |
| 30 | Capitoli - 141. Gli inarrestabili e la rivelazione (無双 現す?, Musō arawasu) - 142. Gli inarrestabili, insieme (無双 闘まる?, Musō tomaru) - 143. Gli inarrestabili sbocciano (無双 兆す?, Musō kizasu) - 144. Gli inarrestabili sbocciano (2) (無双 兆す 二?, Musō kizasu ni) - 145. Gli inarrestabili al fronte (無双 臨む?, Musō nozomu)                                                                                                |                        |                   |

### Volumi 31-in corso
| 31 | 4 giugno 2024 | ISBN 978-4-08-884028-4 | 10 aprile 2025 |
| 31 | Capitoli - 146. Gli inarrestabili in udienza (無双 覲ゆ?, Musō miyuru) - 147. Gli inarrestabili si scaldano (無双 熱る?, Musō hoteru) - 148. Gli inarrestabili danno prova (無双 才む?, Musō saimu) - 149. Gli inarrestabili non si arrestano (無双 續く?, Musō tsudzuki-ku) - 150. Gli inarrestabili infine (無双 焉?, Musō kore) |                        |                |
| 32 | 2 maggio 2025 | ISBN 978-4-08-884519-7 | 9 ottobre 2025 |
| 32 | Capitoli - 151. (無双 亡する?, Musō na suru) - 152. (無双 普く?, Musō amaneku) - 153. (無双 忌れる?, Musō imureru) - 154. (無双 闕つ?, Musō ketsu) - 155. (無双 變わる?, Musō kawaru) - 156. (無双 堕ちる?, Musō ochiru) |                        |                |

### Capitoli non ancora in formatotankōbon
In quanto inediti in Italia, i titoli non sono quelli ufficiali, ma mere traduzioni dei capitoli originali.
Questa lista è suscettibile di variazioni e potrebbe essere incompleta o non aggiornata.

- 157.  (無双 嚇る?, Musō ikaru)
- 158.  (無双 人?, Musō hito)
- 159.  (無双 邂逅?, Musō wakuraba)
- 160.  (無双 縺る?, Musō motsuru)

## Salary-Man Exorcist: La malinconia di Yukio Okumura
| 1 | 4 febbraio 2015 | ISBN 978-4-08-880227-5 | 27 aprile 2017   |
| 1 | Capitoli - 1. La malinconia del fashion leader (ファッションリーダーの哀愁?, Fasshon Rīdā no aishū) - 2. La malinconia di chi devi licenziare (リストラ通達の哀愁?, Risutora tsūtatsu no aishū) - 3. La malinconia di chi vuol fare carriera (出世争いの哀愁?, Shusse arasoi no aishū) - 4. La malinconia della festa di Natale (クリスマス会の哀愁?, Kurisumasu kai no aishū) - 5. La malinconia dell'ultima ruota del carro (下っ端サラリーマンの哀愁?, Shitappa Sararīman no aishū) - 6. La malinconia di Izumo e Nii-chan (出雲とニーちゃんの哀愁?, Izumo to nī-chan no aishū) - 7. La malinconia di San Valentino (バレンタインの哀愁?, Barentain no aishū) - 8. La malinconia dell'educatore (生徒指導の哀愁?, Seito shidō no aishū) - 9. La malinconia dei treni strapieni (満員電車の哀愁?, Manin densha no aishū) - 10. La malinconia dei personaggi Moe (?) (萌えキャラ（？）の哀愁?, Moe kyara (?) no aishū) - 11. La malinconia dei fratelli Okumura (奥村兄弟の哀愁?, Okumura kyōdai no aishū) - 12. La malinconia del personaggio scorza dura interno tenero (ツンデレの哀愁?, Tsundere no aishū) - 13. La malinconia dei nati in agosto (８月の誕生日の哀愁?, 8gatsu no tanjō bi no aishū) - One Shot per Jump Sq. 19 (SQ.19 読切版?, SQ.19 Yomikiriban) - Jump Sq. Edizione viaggio di lavoro 1 (ジャンプSQ. 出張版①?, Jump SQ. Shucchōban 1) |                        |                  |
| 2 | 4 febbraio 2016 | ISBN 978-4-08-880592-4 | 29 giugno 2017   |
| 2 | Capitoli - 14. La malinconia del fratello burlone (ふざける兄の哀愁?, Fuzakeru ani no aishū) - 15. La malinconia di capodanno - I fratelli Okumura e Shiemi (年越しの哀愁 奥村兄弟としえみ編?, Toshikoshi no aishū - Okumura kyōdai to Shiemi hen) - 16. La malinconia di capodanno - A Kyoto (年越しの哀愁 京都編?, Toshikoshi no aishū - Kyōto Hen) - 17. La malinconia di capodanno - Izumo (年越しの哀愁 出雲編?, Toshikoshi no aishū - Izumo Hen) - 18. La malinconia del sito internet di Konekomaru (子猫丸HP作成の哀愁?, Konekomaru Hōmupēji sakusei no aishū) - 19. La malinconia della Pasqua in sogno (夢の復活祭の哀愁?, Yume no fukkatsu sai no aishū) - 20. La malinconia della burrascosa preparazione del bento (波乱のお弁当作りの哀愁?, Haran no o bentō zukuri no aishū) - 21. La malinconia dello scambio dei fratelli Okumura (奥村兄弟チェンジの哀愁?, Okumura kyōdai Chenji no aishū) - 22. La malinconia del supplente (代理授業の哀愁?, Dairi jugyō no aishū) - 23. La malinconia del volere un cane (愛犬願望の哀愁?, Aiken ganbō no aishū) - 24. La malinconia del tradimento di Rin (りんのうわきの哀愁?, Rin no uwaki no aishū) - 25. La malinconia della pesantezza di Suguro (勝呂超重量級の哀愁?, Suguro chō jūryō kyū no aishū) - 26. La malinconia del capriccioso corpo di Shura (わがままボディシュラの哀愁?, Wagamama Bodi shura no aishū) - 27. La malinconia della pressione del silenzio (無言の圧力の哀愁?, Mugon no Puresshā no aishū) - 28. La malinconia della fine dell'estate (夏の終わりの哀愁?, Natsu no owari no aishū) - 29. La malinconia della riunione di familiarizzazione autunnale (秋のオリエンテーションの哀愁?, Aki no Orientēshon no aishū) - 30. La malinconia della liceale cosplayer (コスプレ高校生活の哀愁?, Kosupure kōkō seikatsu no aishū) - Jump Sq. Edizione viaggio di lavoro 2 (ジャンプSQ. 出張版②?, Jump SQ. Shucchōban 2) - Jump Sq. Edizione viaggio di lavoro 3 (ジャンプSQ. 出張版③?, Jump SQ. Shucchōban 3) |                        |                  |
| 3 | 3 febbraio 2017 | ISBN 978-4-08-881010-2 | 31 agosto 2017   |
| 3 | Capitoli - 31. La malinconia della vita da otaku (オタ充生活の哀愁?, Ota jū seikatsu no aishū) - 32. La malinconia degli errori degli studenti delle medie (中学生書き間違いの哀愁?, Chūgakusei kaki machigai no aishū) - 33. La malinconia delle foto di Izumo (出雲写真写りの哀愁?, Izumo shashin utsuri no aishū) - 34. La malinconia di Rin e la neve (燐の雪遊びの哀愁?, Rin no yuki asobi no aishū) - 35. La malinconia del DNA del padre di Suguro (勝呂 父の遺伝子の哀愁?, Suguro chichi no idenshi no aishū) - 36. La malinconia del violento scontro di Natale (クリスマス攻防戦の哀愁?, Kurisumasu kōbō sen no aishū) - 37. La malinconia delle celebrazioni di compleanno della famiglia Shima (志摩家の誕生祝いの哀愁?, Shima ke no tanjō iwai no aishū) - 38. La malinconia di Izumo e le bambole di Hina (出雲のひなまつりの哀愁?, Izumo no Hina matsuri no aishū) - 39. La malinconia del signor Capra, again (おじやぎ再びの哀愁?, Ojiyagi futatabi no aishū) - 40. La malinconia degli studenti del corso speciale come personaggi delle fiabe (塾生版おとぎばなしの哀愁?, Jukusei ban o togi banashi no aishū) - 41. La malinconia del talento nascosto di Konekomaru (子猫丸の秘技の哀愁?, Konekomaru no higi no aishū) - 42. La malinconia del signor Capra, again and again (おじやぎ！さらに再びの哀愁?, Ojiyagi! Sara ni futatabi no aishū) - 43. La malinconia di Rin contro il nibbio (燐VSトンビの哀愁?, Rin VS Tonbi no aishū) - 44. La malinconia della vita da otaku, reprise (続・オタ充生活の哀愁?, Zoku ota jū seikatsu no aishū) - 45. La malinconia della piscina d'estate (夏休みプールの哀愁?, Natsuyasumi Pūru no aishū) - 46. La malinconia della nuova versione di Kuro (ニューバージョンクロの哀愁?, Nyūbājon Kuro no aishū) - 47. La malinconia dei racconti di fantasmi alla festa dei morti (お盆の怪談の哀愁?, Obon no kaidan no aishū) - 48. La malinconia dei funghi di Lightning - parte prima (ライトニング産キノコの哀愁?, Raitoningu-san kinoko no aishū) - 49. La malinconia dei funghi di Lightning - parte seconda (ライトニング産キノコの哀愁 後編?, Raitoningu-san kinoko no aishū - kōhen) - 50. La malinconia del Big Papa (ビッグな父さんの哀愁?, Biggu na tōsan no aishū) - 51. La malinconia dei papà al bar (お父カフェ事情の哀愁?, Otō Kafe jijō no aishū) - 52. La malinconia di Izumo e un certo demone 1 (出雲ととある悪魔の哀愁?, Izumo to toaru akuma no aishū) - 53. La malinconia di Izumo e un certo demone 2 (出雲ととある悪魔の哀愁②?, Izumo to toaru akuma no aishū 2) - 54. La malinconia di Izumo e un certo demone 3 (出雲ととある悪魔の哀愁③?, Izumo to toaru akuma no aishū 3') - Jump Sq. Edizione viaggio di lavoro 4 (ジャンプSQ. 出張版④?, Jump SQ. Shucchōban 4) |                        |                  |
| 4 | 4 giugno 2020 | ISBN 978-4-08-882301-0 | 11 febbraio 2021 |
| 4 | Capitoli - 55. La malinconia dello Yohtuber Nekokin (ヨーチューバーねこキンの哀愁?, Yōchūbā Nekokin no aishū) - 56. La malinconia del ritorno a casa di Suguro (勝呂の帰省の哀愁?, Suguro no kisei no aishū) - 57. La malinconia dello scambio tra Rin e Shiemi 1 (燐としえみチェンジの哀愁?, Rin to Shiemi Chenji no aishū) - 58. La malinconia dello scambio tra Rin e Shiemi 2 (燐としえみチェンジの哀愁②?, Rin to Shiemi Chenji no aishū 2) - 59. La malinconia della guerra di Nii-chan - parte prima (ニーちゃん大戦争の哀愁 前編?, Nī-chan daisensō no aishū - zenpen) - 60. La malinconia della guerra di Nii-chan - parte seconda (ニーちゃん大戦争の哀愁 後編?, Nī-chan daisensō no aishū - kōhen) - 61. La malinconia dell'isola dei naufraghi forzuti (鉄腕祓魔師島の哀愁?, Tetsuwan Ekusoshisuto jima no aishū) - 62. La malinconica solitudine del professore Noihaus (ネイガウス先生孤独の哀愁?, Neigausu-sensei Kodoku no Aishū) - 63. La malinconia del coso di Mephisto - parte prima (メフィストのアレの哀愁 前編?, Mefisuto no are no aishū - zenpen) - 64. La malinconia del coso di Mephisto - parte seconda (メフィストのアレの哀愁 後編?, Mefisuto no are no aishū - kōhen) - 65. La malinconia dell'uscita romantica di Juzo e Mamushi (柔造夫婦 デートの哀愁?, Jūzō fūfu Dēto no aishū) - 66. La malinconia dell'esorcista blu - parte prima (青の祓魔師の哀愁 前編?, Ao no Ekusoshisuto no aishū - zenpen) - 67. La malinconia dell'esorcista blu - parte seconda (青の祓魔師の哀愁 後編?, Ao no Ekusoshisuto no aishū - kōhen) - 68. La malinconia del despota con la febbre (発熱暴君の哀愁?, Hatsunetsu bōkun no aishū) - 69. La malinconia della battaglia a palle di neve (雪合戦の哀愁?, Yukigassen no aishū) - 70. La malinconia del giorno di San Valentino (edizione Setta del Serpente) (バレンタイン（明王編）の哀愁?, Barentain (Myōda Hen) no aishū) - 71. La malinconia del mostro Lightning (ケモノのライトニングの哀愁?, Kemono no Raitoningu no aishū) - 72. La malinconia di Konekomacho (大猫丸の哀愁?, О̄nekomaru no aishū) - 73. La malinconia dello stagno misterioso 1 (池の水全部抜く哀愁①?, Ike no mizu zenbu nuku aishū 1) - 74. La malinconia dello stagno misterioso 2 (池の水全部抜く哀愁②?, Ike no mizu zenbu nuku aishū 2) - 75. La malinconia dello stagno misterioso 3 (池の水全部抜く哀愁③?, Ike no mizu zenbu nuku aishū 3) - 76. La malinconia dei gemelli vestiti uguali (双子コーデの哀愁?, Futago kōde no aishū) - 77. La malinconia del secondo ritorno del signor Capra (おじやぎ再々来の哀愁?, Ojiyagi saisai rai no aishū) - 78. La malinconia della grossa grossissima crisi di Shiro - parte prima (獅郎最大の危機の哀愁 前編?, Shirō saidai no kiki no aishū - zenpen) - 79. La malinconia della grossa grossissima crisi di Shiro - parte seconda (獅郎最大の危機の哀愁 後編?, Shirō saidai no kiki no aishū - kōhen) - 80. La malinconia del seminario positivista - parte prima (前向きセミナーの哀愁 前編?, Maemuki Seminā no aishū - zenpen) - 81. La malinconia del seminario positivista - parte seconda (前向きセミナーの哀愁 後編?, Maemuki Seminā no aishū - kōhen) - 82. La malinconia delle pietanze tipiche dell'inverno - parte prima (冬はやっぱりお鍋の哀愁 前編?, Fuyu wa yappari onabe no aishū - zenpen) - 83. La malinconia delle pietanze tipiche dell'inverno - parte seconda (冬はやっぱりお鍋の哀愁 後編?, Fuyu wa yappari onabe no aishū - kōhen) - 84. La malinconia del V-Tuber Nekorasatopuntocom 1 (Vチューバー剃りねこドットコムの哀愁①?, Vchūbā Sorineko Dottokomu no aishū １) - 85. La malinconia del V-Tuber Nekorasatopuntocom 2 (Vチューバー剃りねこドットコムの哀愁②?, Vchūbā Sorineko Dottokomu no aishū 2) - 86. La malinconia del V-Tuber Nekorasatopuntocom 3 (Vチューバー剃りねこドットコムの哀愁③?, Vchūbā Sorineko Dottokomu no aishū 3) - 87. La malinconia dei magic idol "Prince☆Exorcist" 1 (祓魔アイドル プリンス☆エクソシストの哀愁①?, Futsuma Aidoru Purinsu☆Ekusoshisuto no aishū - Part 1) - 88. La malinconia dei magic idol "Prince☆Exorcist" 2 (祓魔アイドル プリンス☆エクソシストの哀愁②?, Futsuma Aidoru Purinsu☆Ekusoshisuto no aishū - Part 2) - 89. La malinconia dei magic idol "Prince☆Exorcist" 3 (祓魔アイドル プリンス☆エクソシストの哀愁③?, Futsuma Aidoru Purinsu☆Ekusoshisuto no aishū - Part 3) - 90. La malinconia dei magic idol "Prince☆Exorcist" - episodio extra (祓魔アイドル プリンス☆エクソシストの哀愁 番外編?, Futsuma Aidoru Purinsu☆Ekusoshisuto no aishū - Bangaihen) - 91. La malinconia del progetto idol di Lucifer - parte prima (ルシフェル アイドル計画の哀愁 前編?, Rushiferu Aidoru keikaku no aishū - zenpen) - 92. La malinconia del progetto idol di Lucifer - parte seconda (ルシフェル アイドル計画の哀愁 後編?, Rushiferu Aidoru keikaku no aishū - kōhen) - 93. La malinconia della tragica danza del leone (獅子舞の悲劇の哀愁?, Shishimai no higeki no aishū) - 94. La malinconia del lancio di fagioli della Setta del Serpente (明陀豆まきの哀愁?, Myōdamame Maki no aishū) - 95. La malinconia di Yukio Okumura - parte prima (奥村雪男の哀愁 前編?, Okumura Yukio no aishū - zenpen) - 96. La malinconia di Yukio Okumura - parte seconda (奥村雪男の哀愁 後編?, Okumura Yukio no aishū - kōhen) - Capitolo Extra. La malinconia degli occhiali maledetti (呪われたメガネの哀愁?, Norowareta megane no aishū) |                        |                  |